# Erneuerte Nassauische Erbverein
De Erneuerte Nassauische Erbverein (vernieuwde Nassause erfverdrag) is de verkorte naam die historici gebruiken voor het huisverdrag met de officiële naam Des Fürstlichen Gesamthauses Nassau im Jahre 1783 erneuerter Erbverein waarin alle meerderjarige mannelijke leden van het Huis Nassau onder andere de erfopvolging binnen hun familie regelden. Het verdrag is de opvolger van de Prima divisio uit 1255 en de alleen voor de Walramse Linie van het Huis Nassau geldende Nassauische Erbverein uit 1736. Het verdrag is nooit van toepassing geweest op de Nederlandse bezittingen van het Huis Oranje-Nassau of de troonopvolging in het koninkrijk der Nederlanden, maar is sinds 1815 wel van toepassing op de troonopvolging in het groothertogdom Luxemburg. Het verdrag werd in 2010 en 2011 gewijzigd. Die gewijzigde tekst werd in 2012 in de geconsolideerde tekst gepubliceerd.

## Voorgeschiedenis

Het wapen van het Huis Nassau

Het oudst bewaard gebleven erfverdrag tussen leden van het Huis Nassau is de op 16 december 1255 op de Burcht Nassau gesloten Prima divisio tussen de broers Walram II en Otto I van Nassau. Daarbij werd het graafschap Nassau in twee gelijke delen verdeeld met de rivier Lahn als grens. Sinds die verdeling was het Huis Nassau verdeeld in twee linies: de Walramse Linie en de Ottoonse Linie, genoemd naar de beide stichters.
In het voor het Huis Nassau geldende erfrecht werd het graafschap beschouwd als het persoonlijk bezit van de graaf. Bij het overlijden van de graaf werd zijn bezit geërfd door al zijn zoons. Dit in tegenstelling tot het in andere landen geldende eerstgeboorterecht (of primogenituur) waar de oudste zoon alles erft. De zoons konden het geërfde land gezamenlijk besturen of tot verdeling in gelijke delen overgaan. Zowel het gezamenlijk bestuur van een land als het tot overeenstemming komen om een land in gelijke delen te verdelen, leverde vaak stof tot conflicten op. Zulke conflicten konden leidden tot successieoorlogen. In zowel de Ottoonse als de Walramse Linie kwamen zowel gezamenlijke regeringen als verdelingsverdragen regelmatig voor.

In de Ottoonse Linie bestond er sinds 1743 nog slechts één tak: het Huis Oranje-Nassau. De Walramse Linie bestond sinds 1735 uit drie takken: het Huis Nassau-Usingen, het Huis Nassau-Saarbrücken en het Huis Nassau-Weilburg. De hoofden van de takken uit de Walramse Linie sloten in 1736 een erfverdrag: de Nassauische Erbverein.

## Het verdrag

### Verdragsbepalingen
De Erneuerte Nassauische Erbverein werd in 1783 gesloten tussen prins Willem V van Oranje-Nassau en de vorsten Karel Willem van Nassau-Usingen, Lodewijk van Nassau-Saarbrücken en Karel Christiaan van Nassau-Weilburg nadat de onderhandelingen op een aantal conferenties hadden plaatsgevonden. Het verdrag had in totaal 48 artikelen. Het bevatte de volgende bepalingen:
- Het verdrag vervangt de Prima divisio uit 1255 (artikel 1) en bevestigt de Nassauische Erbverein uit 1736 overeenkomstig de uitleg in het onderhavige verdrag (artikel 2).

I.
- Er is een eeuwigdurend huisverband met betrekking tot alle landen, waarbij de oorspronkelijke gemeenschap van het basisbezit van de oude stamlanden behouden moet blijven (artikel 3).
- De sinds 1255 nieuw verworven alsmede de in de toekomst te verwerven vrije rijkslanden worden in deze gemeenschap opgenomen (artikel 4), en deze gemeenschap geldt ook voor:
  - de in de toekomst te verwerven privébezittingen (artikel 5);
  - de in de toekomst door huwelijk te verwerven goederen (artikel 6);
  - de door de niet regerende prinsen in de toekomst te verwerven goederen, waarbij de erfgenamen van de niet regerende prins van de regerende vorst een billijke schadeloosstelling zullen ontvangen (artikel 7).
- De Nederlandse heerlijkheden en het graafschap Spiegelberg vallen niet in de bovengenoemde gemeenschap (artikel 8).
- De regerende vorsten geven elkaar een overzicht van alle bezittingen, voor zover ze dat nog niet gedaan hebben (artikel 9).
- Het verbod op vervreemding van bezittingen (artikel 10-12).
- De regeling van schulden (artikel 13-18).

II.
- Er is een eeuwigdurende vriendschap tussen alle vorsten uit het huis (artikel 19).
- De regeling van de oplossing van conflicten (artikel 20) en de bijstand in noodsituaties (artikel 21).
- De aanwijzing van de prins van Oranje als hoofd van het Huis Nassau (artikel 22) en de vorst van Nassau-Saarbrücken als hoofd van de Walramse Linie (artikel 23).

III.
- De opvolging vindt plaats in de mannelijke lijn volgens het eerstgeboorterecht, er is voogdij over minderjarige regerende vorsten, er is de bevoegdheid van regerende vorsten om een testament te maken, er zijn voorzieningen voor de weduwen en dochters (artikel 24), en voor de overige prinsen uit het huis (artikel 25).
- De opvolging bij het overlijden van een vorst die geen zoons heeft (artikel 26), bij het uitsterven in mannelijke lijn van de huizen Nassau-Usingen en Nassau-Saarbrücken (artikel 27), het Huis Nassau-Weilburg (artikel 28), de Walramse Linie (artikel 29) en de Ottoonse Linie (artikel 30).
- Het bestuur van het land door de laatste vorst van een zijtak en voorkoming van misbruik door deze (artikel 31).
- De voogdij over minderjarige kinderen van vorsten (artikel 32) en het regentschap over de landen (artikel 33).
- De testamenten van vorsten, de geldigheid ervan, en het aanvechten ervan (artikel 34).
- Voorzieningen met betrekking tot de vorstelijke weduwen (artikel 35), de vorstelijke dochters (artikel 36 en 37), en het erven van allodiale bezittingen door dochters en hun erfgenamen (artikel 38-41).
- De opvolging indien het gehele vorstenhuis Nassau in de mannelijke lijn uitsterft (artikel 42).

IV.
- De eeuwigdurende geldigheid van het verdrag (artikel 43).
- De toepassing van het verdrag op raadsheren en overige dienaren (artikel 44).
- De verplichting voor de onderdanen tot huldiging van de regerende vorsten (artikel 45).
- De invoering van een gelijkvormig gebed voor de vorsten in de kerken (artikel 46).
- De inbeslagname van mede-eigendom is toegestaan op grond van het verdrag (artikel 47).
- Bij woordbreuk door de ondertekenaars of hun erfgenamen is het hoogste rijksgerecht bevoegd (artikel 48).

### Erfopvolging in het Huis Nassau volgens het verdrag
Met de Erneuerte Nassauische Erbverein werd vastgelegd dat de erfopvolging in het Huis Nassau in het vervolg volgens het eerstgeboorterecht in de mannelijke lijn zou plaatsvinden (artikel 24). Het eerstgeboorterecht was voor de Walramse Linie reeds vastgelegd in de Nassauische Erbverein uit 1736, maar was nieuw voor het Huis Oranje-Nassau.
De overige bepalingen met betrekking tot de erfopvolging waren als volgt:
- Indien een vorst zou komen te overlijden zonder mannelijke nakomelingen, zou hij worden opgevolgd door zijn broer of diens mannelijke nakomeling. Bij ontstentenis daarvan zou de vorst worden opgevolgd door de mannelijke nakomeling van de dichtstbijstaande stamvader (artikel 26).
- Indien het Huis Nassau-Usingen in de mannelijke lijn zou uitsterven, zou hij worden opgevolgd door de vorst van Nassau-Saarbrücken en indien het Huis Nassau-Saarbrücken in de mannelijke lijn zou uitsterven, zou hij worden opgevolgd door de vorst van Nassau-Usingen (artikel 27).
- Indien het Huis Nassau-Weilburg in de mannelijke lijn zou uitsterven als er zowel een vorst van Nassau-Usingen als een vorst van Nassau-Saarbrücken was, zou het vorstendom Nassau-Weilburg in twee gelijke delen verdeeld worden, waarbij de vorsten van Nassau-Saarbrücken en Nassau-Usingen elk een deel zouden ontvangen (artikel 28).
- Indien de Walramse Linie in de mannelijke lijn zou uitsterven, zou de laatste regerende vorst worden opgevolgd door het hoofd van de Ottoonse Linie (artikel 29).
- Indien de Ottoonse Linie in de mannelijke lijn zou uitsterven, zou de laatste regerende vorst in diens Duitse bezittingen worden opgevolgd door de vorst van Nassau-Saarbrücken, ook als alle drie zijtakken van de Walramse Linie nog zouden bestaan (artikel 30).
- In het gehele Huis Nassau in de mannelijke lijn zou uitsterven, zou de laatste regerende vorst worden opgevolgd door zijn oudste dochter, en bij ontstentenis daarvan, door de oudste dochter van de dichtstbijstaande mannelijke agnaat (artikel 42).

### Ondertekening van het verdrag
De ondertekening van de Erneuerte Nassauische Erbverein vond achtereenvolgens plaats op 13 juni 1783 in ’s-Gravenhage door prins Willem V van Oranje-Nassau, op 23 juni 1783 in Kirchheim door vorst Karel Christiaan van Nassau-Weilburg, op 26 juni 1783 in Biebrich door vorst Karel Willem van Nassau-Usingen, en zijn broers de prinsen Frederik August en Johan Adolf, en tot slot op 30 juni 1783 in Saarbrücken door vorst Lodewijk van Nassau-Saarbrücken. Het verdrag werd op 29 september 1786 in Praag door keizer Jozef II bekrachtigd.

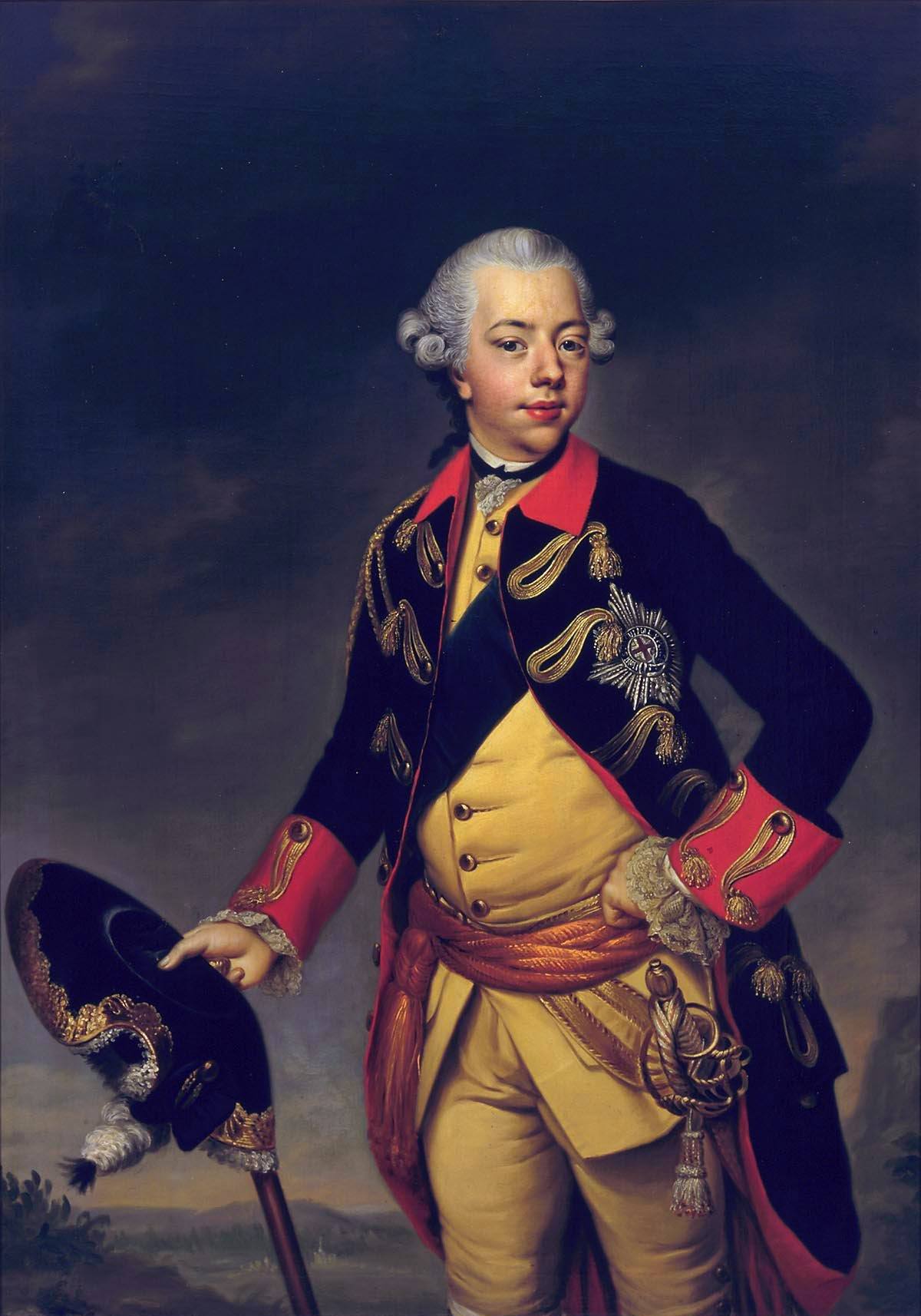
Prins Willem V van Oranje-Nassau
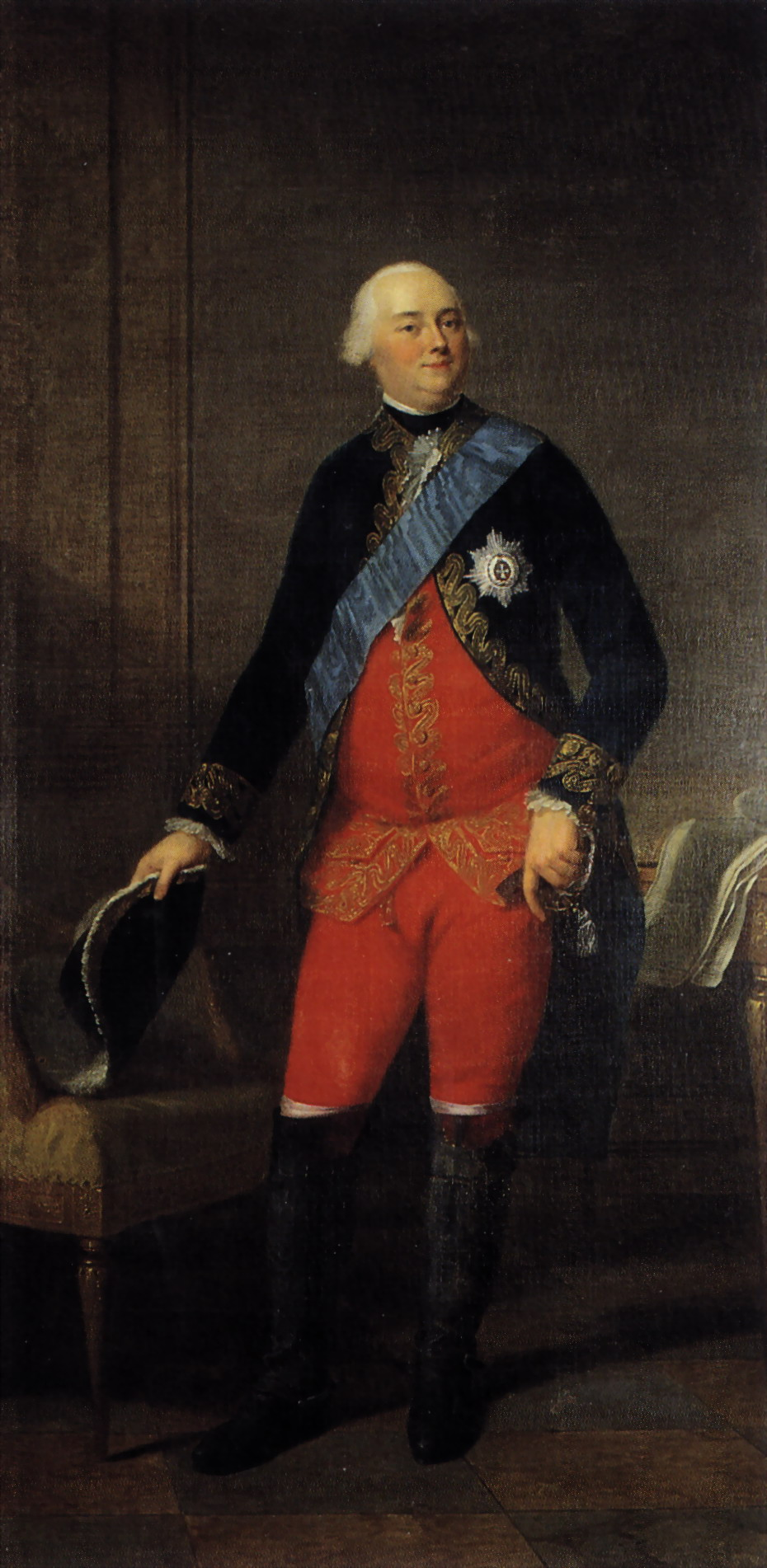
Vorst Karel Christiaan van Nassau-Weilburg
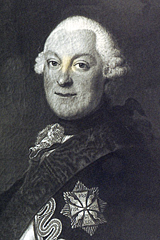
Vorst Karel Willem van Nassau-Usingen
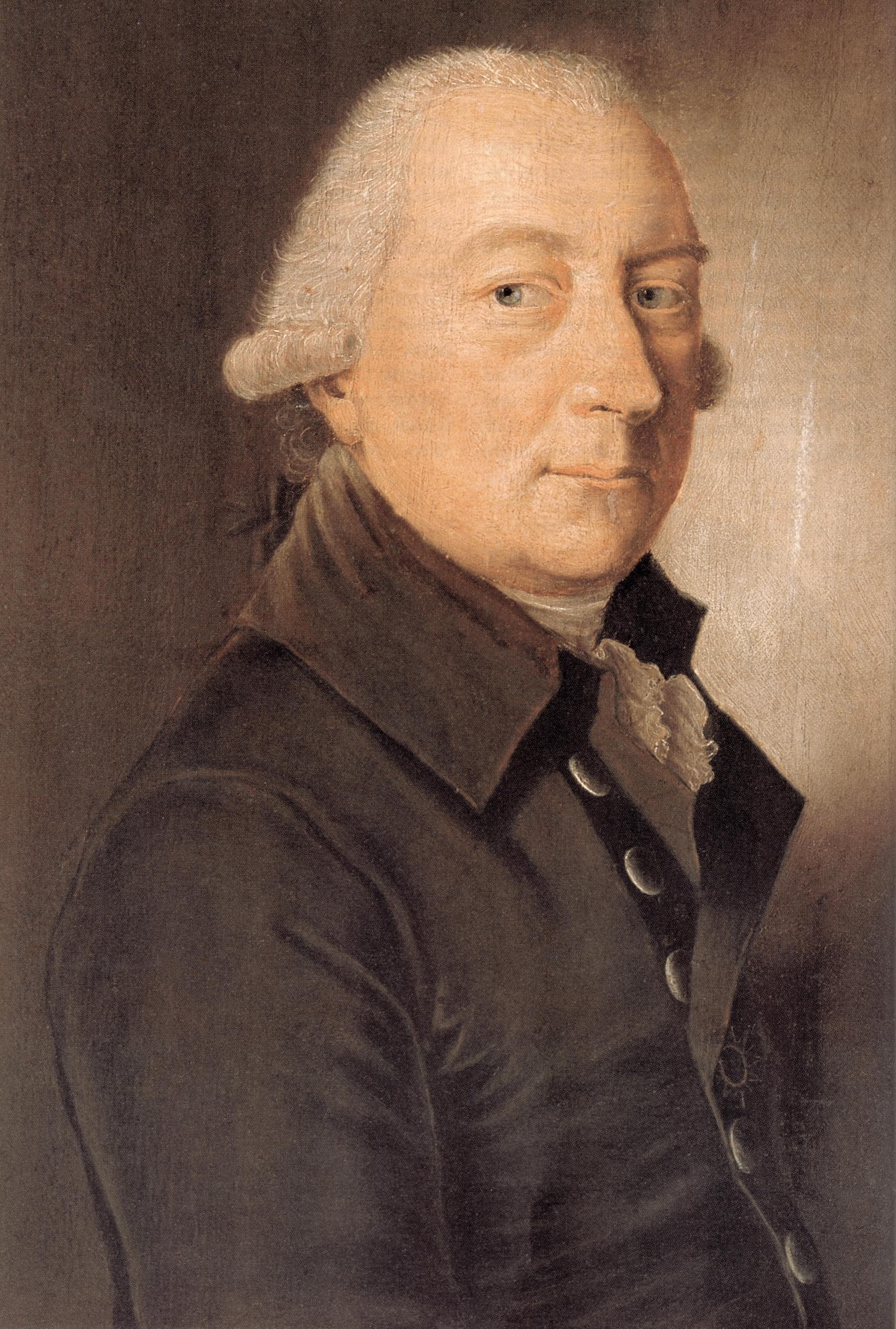
Prins Frederik August van Nassau-Usingen
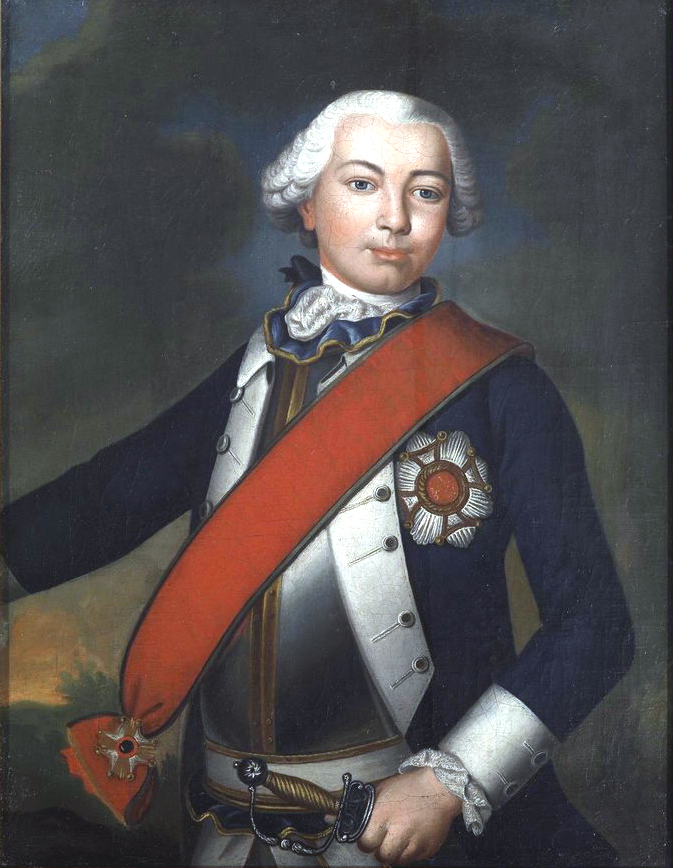
Prins Johan Adolf van Nassau-Usingen
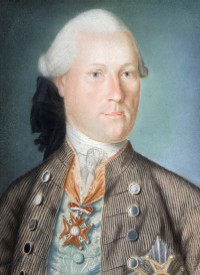
Vorst Lodewijk van Nassau-Saarbrücken

## Ontwikkelingen na de sluiting van het verdrag
Op 31 oktober 1791 vielen Franse revolutionaire troepen onder generaal Ligneville het vorstendom Nassau-Saarbrücken binnen. Op 13 mei 1793 vluchtte vorst Lodewijk met zijn vrouw en kinderen via Mannheim naar Aschaffenburg in het Keurvorstendom Mainz, waar hij in ballingschap ging. Daar overleed hij op 2 maart 1794. Nassau-Saarbrücken bleef bezet door Frankrijk. De aanspraken op het vorstendom werden na het overlijden van Lodewijk overgenomen door zijn zoon Hendrik en na diens overlijden door Karel Willem van Nassau-Usingen. Bij de Vrede van Lunéville op 9 februari 1801 werd het vorstendom door het Heilige Roomse Rijk afgestaan aan Frankrijk en hield het op te bestaan. Karel Willem van Nassau-Usingen werd bij het Reichsdeputationshauptschluss van 25 februari 1803 gecompenseerd voor het verlies van Nassau-Saarbrücken.
Op 12 juli 1806 sloten de vorsten Frederik August van Nassau-Usingen en Frederik Willem van Nassau-Weilburg zich aan bij de Rijnbond en verenigden hun bezittingen tot het hertogdom Nassau dat ze gezamenlijk regeerden. Bij de toetreding tot de Rijnbond werd het hertogdom Nassau vergroot met o.a. een deel van de bezittingen van prins Willem VI van Oranje-Nassau. De vorstendommen Nassau-Dillenburg, Nassau-Diez en Nassau-Hadamar kwamen aan het hertogdom Nassau, het vorstendom Nassau-Siegen kwam aan het groothertogdom Berg.
Na de zich aftekenende nederlaag van Napoleon konden Frederik August en Frederik Willem door een tijdige wisseling van partij de soevereiniteit van hun land ook in de Duitse Bond redden. Bij de verdragen van 26 november 1813 (ontbinding van het groothertogdom Berg) en 14 juli 1814 kreeg Willem VI van Oranje-Nassau de vorstendommen Nassau-Diez, Nassau-Siegen, Nassau-Dillenburg en Nassau-Hadamar terug. Op 31 mei 1815 sloten het koninkrijk Pruisen, het hertogdom Nassau en koning Willem I der Nederlanden een verdrag tot ruil van bezittingen. Willem I deed afstand van zijn Duitse bezittingen, waarbij de vorstendommen Nassau-Dillenburg, Nassau-Diez en Nassau-Hadamar opnieuw aan het hertogdom Nassau kwamen, het vorstendom Nassau-Siegen kwam aan Pruisen. In ruil daarvoor ontving Willem I het hertogdom Luxemburg. Dit werd op 9 juni van datzelfde jaar bevestigd in artikel 67 van de Slotakte van het Congres van Wenen, waarbij Luxemburg werd verheven tot groothertogdom. In artikel 71 van deze slotakte werd de Erneuerte Nassauische Erbverein van toepassing verklaard op de troonopvolging in dat groothertogdom. Sinds 17 oktober 1868 luidt artikel 3 van de grondwet van het groothertogdom Luxemburg: «La Couronne du Grand-Duché est héréditaire dans la famille de Nassau, conformément au pacte du 30 juin 1783, à l’art. 71 du traité de Vienne du 9 juin 1815 et à l’art. 1er du traité de Londres du 11 mai 1867.»
Hertog Frederik August van Nassau overleed op 24 maart 1816 zonder mannelijke nakomelingen. Het hertogdom Nassau werd geërfd door zijn achterneef Willem, nadat diens vader Frederik Willem kort daarvoor op 16 januari 1816 om het leven was gekomen.
Hertog Adolf van Nassau koos in de Oostenrijks-Pruisische Oorlog van 1866 de zijde van het keizerrijk Oostenrijk en verklaarde Pruisen de oorlog. Pruisen won de oorlog en ging over tot annexatie van het hertogdom Nassau.

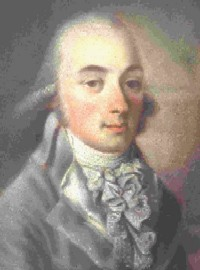
Erfprins Hendrik van Nassau-Saarbrücken
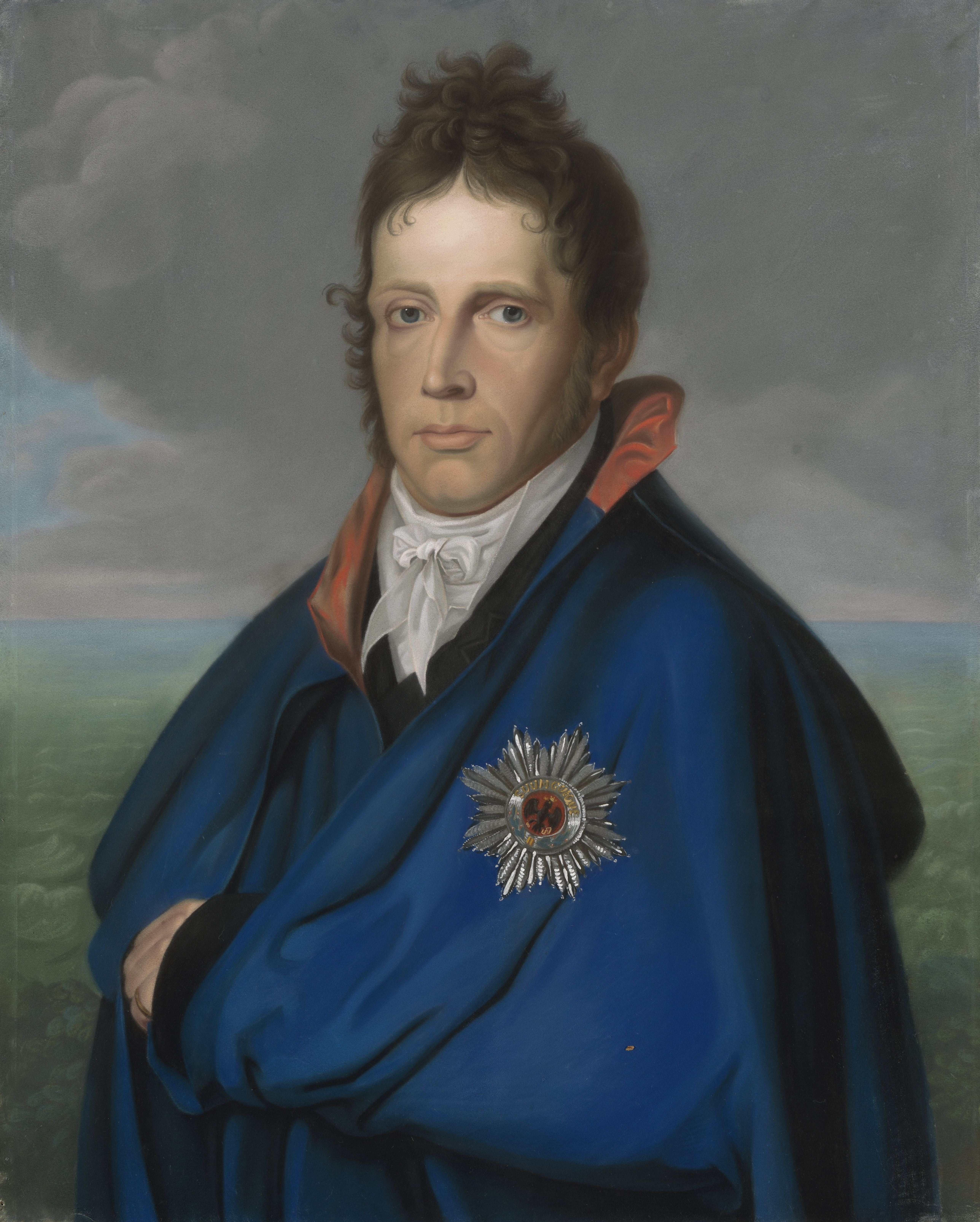
Prins Willem VI van Oranje-Nassau, later Koning Willem I der Nederlanden, Groothertog van Luxemburg
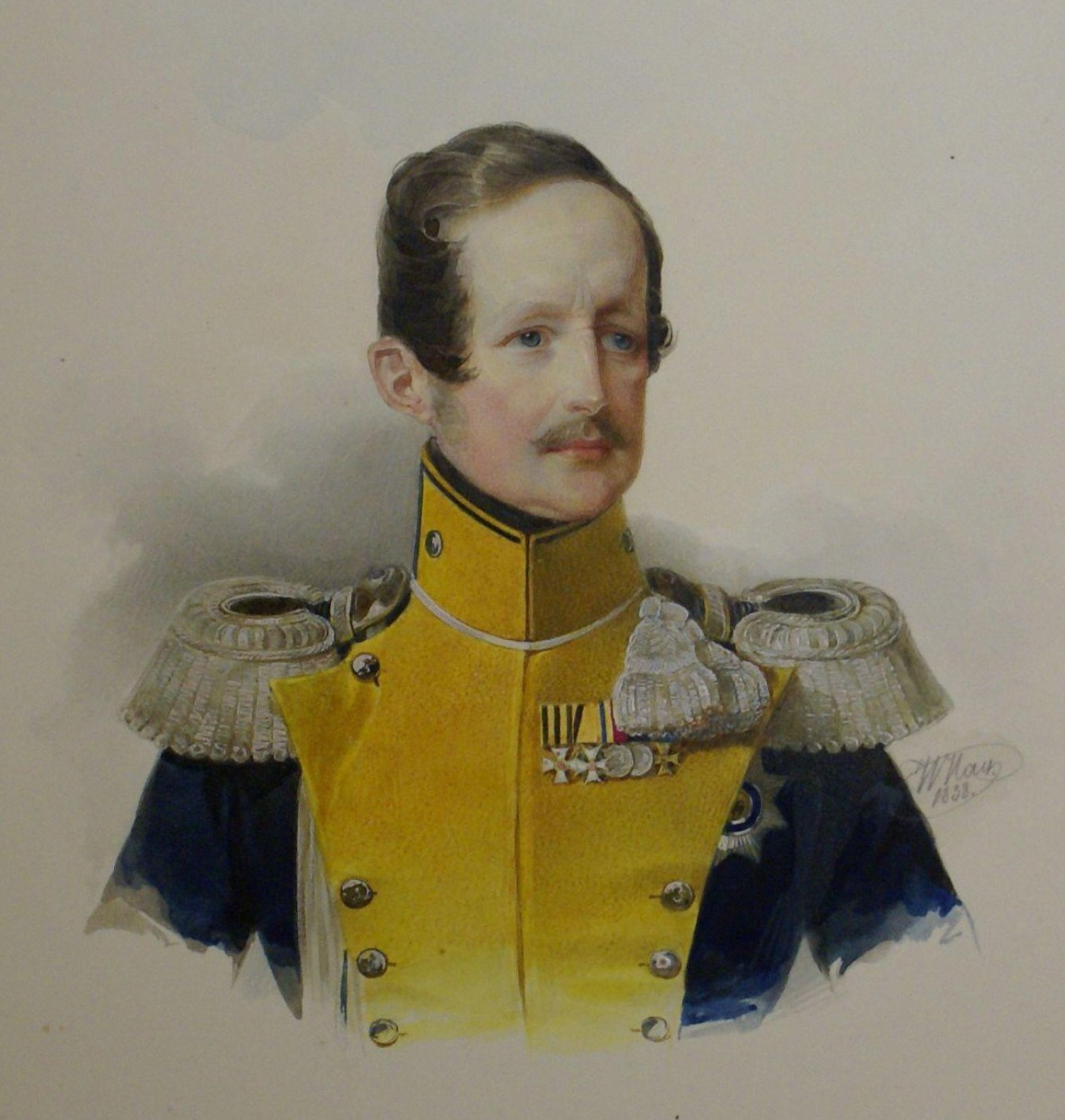
Hertog Willem van Nassau
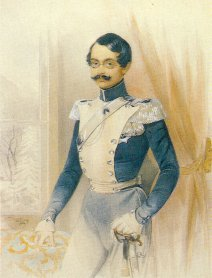
Hertog Adolf van Nassau

## Het uitsterven van de Ottoonse Linie van het Huis Nassau
Met het overlijden van prins Alexander der Nederlanden op 21 juni 1884 was de verwachting dat de Ottoonse Linie van het Huis Nassau in de mannelijke lijn zou uitsterven op het moment dat koning Willem III der Nederlanden zou komen te overlijden. Daarbij zou overeenkomstig artikel 30 van de Erneuerte Nassauische Erbverein het groothertogdom Luxemburg worden geërfd door hertog Adolf van Nassau. Koning Willem III was ervan overtuigd dat er wel een regeling getroffen kon worden zodat zijn dochter prinses Wilhelmina hem ook in Luxemburg zou opvolgen. Koningin Emma ging er echter van uit dat Luxemburg aan de Walramse Linie van het Huis Nassau zou toevallen, zodat haar oom van moederszijde, Adolf van Nassau, Willem III in Luxemburg zou opvolgen. De premier van Luxemburg, Félix baron de Blochausen, trachtte koningin Emma ertoe over te halen zich met zienswijze van de koning te verenigen, maar tevergeefs. De onderhandelingen tussen koning Willem III en Adolf van Nassau voor een overeenkomst over de toekomstige afwikkeling van zaken zoals de persoonlijke bezittingen van de koning in Luxemburg leidden tot een op 30 september 1884 gesloten verdrag tussen Willem III en Adolf waarin definitief werd vastgelegd dat na het overlijden van Willem III, als hij geen mannelijke nakomelingen zou hebben, het groothertogdom zou overgaan naar Adolf van Nassau en zijn nakomelingen, overeenkomstig artikel 30 van de Erneuerte Nassauische Erbverein. Bij het overlijden van Willem III op 23 november 1890 werd Adolf van Nassau de nieuwe groothertog van Luxemburg.

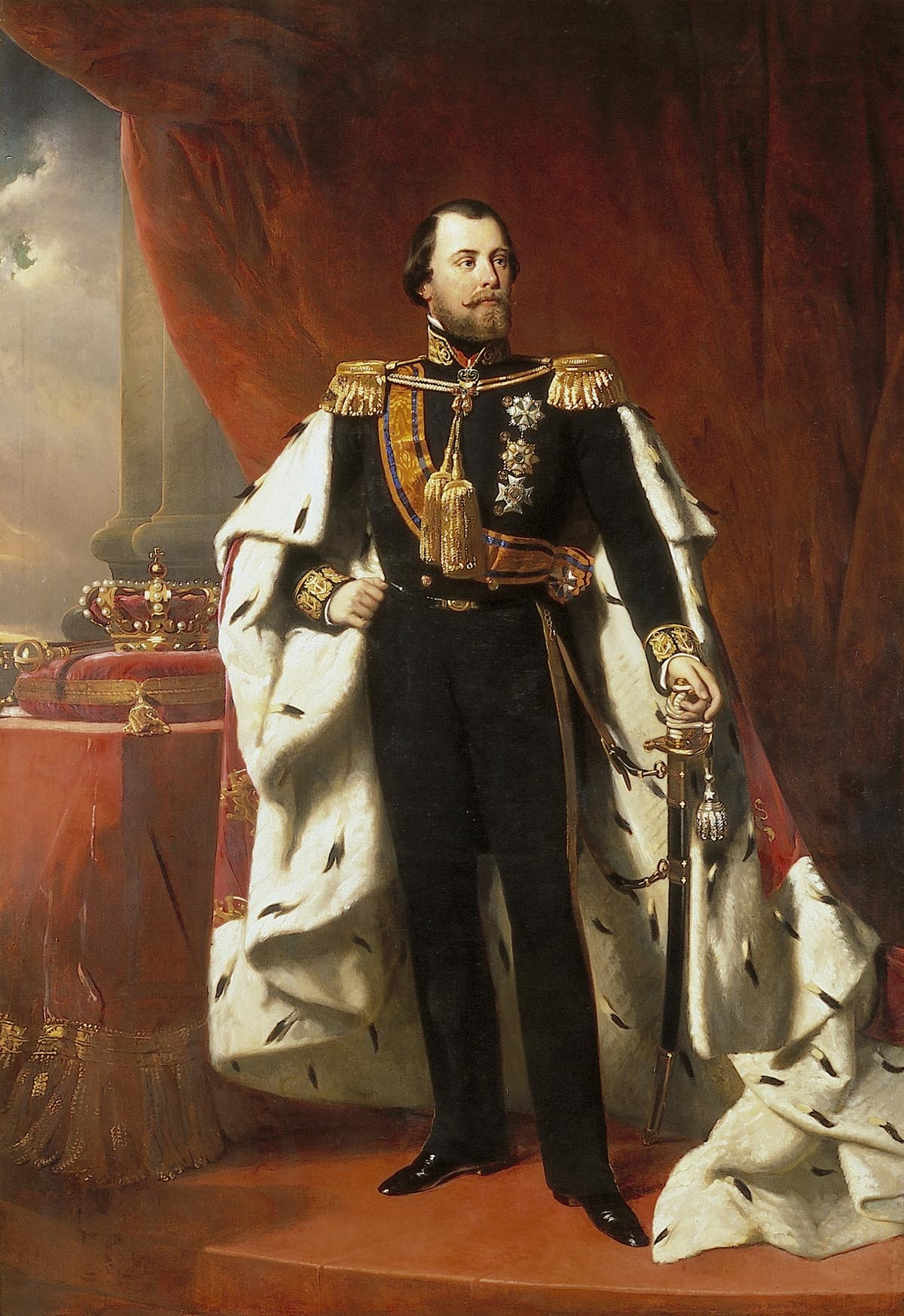
Koning Willem III der Nederlanden, Groothertog van Luxemburg
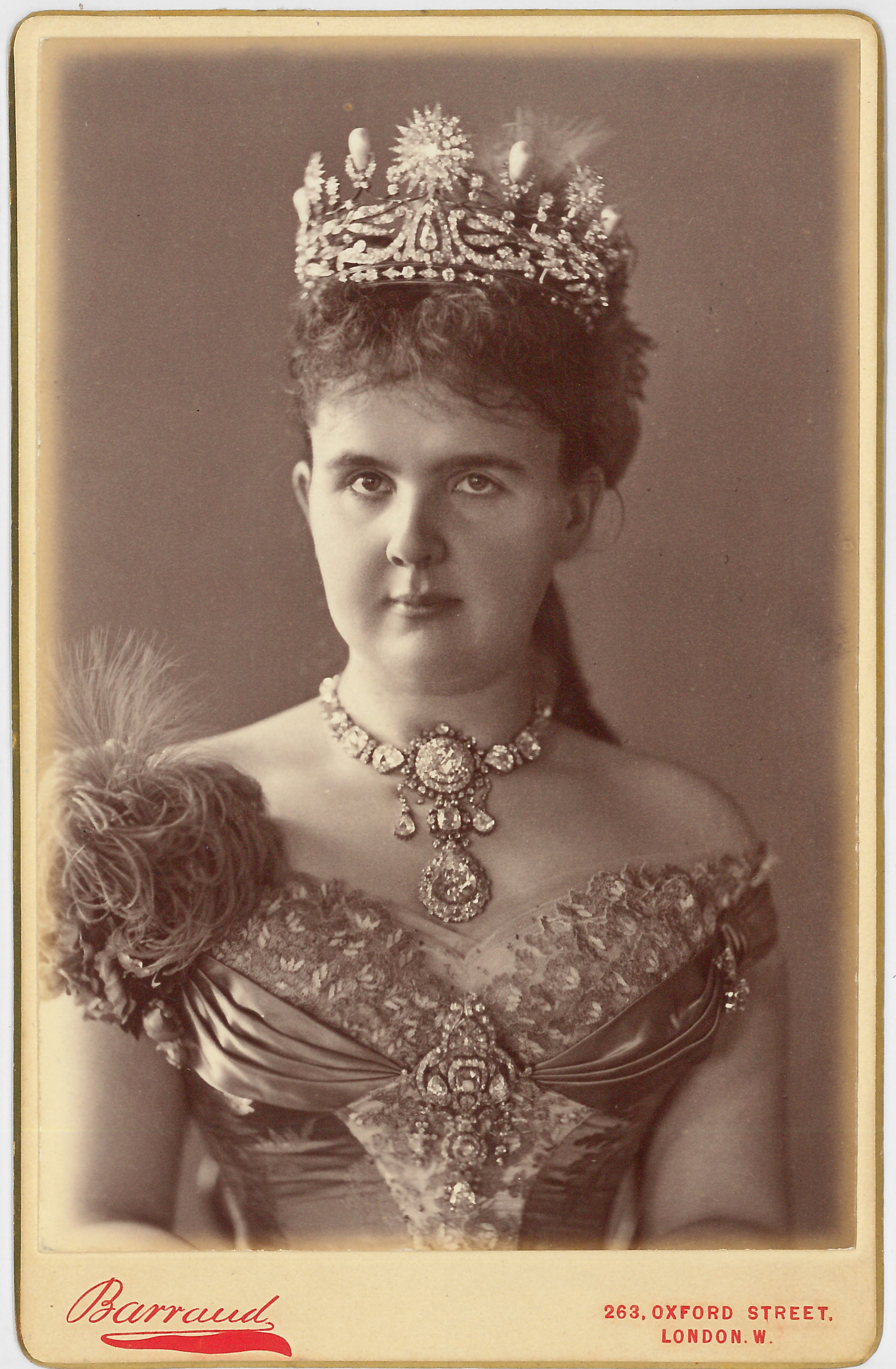
Koningin Emma der Nederlanden, Groothertogin van Luxemburg, geboren prinses van Waldeck en Pyrmont
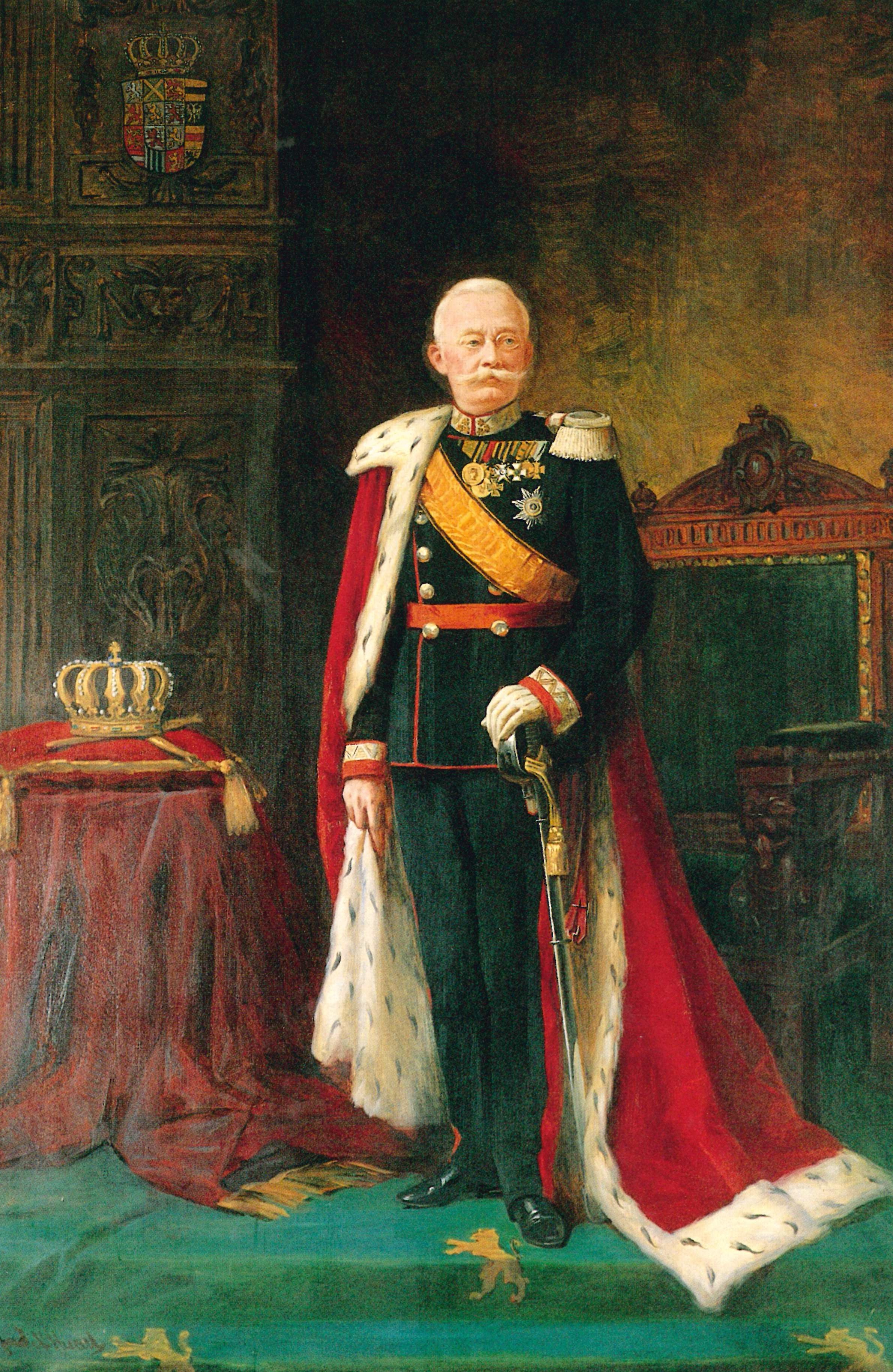
Groothertog Adolf I van Luxemburg, Hertog van Nassau

## Bevestiging artikel 42 in 1907
Groothertog Willem IV van Luxemburg, die zijn vader Adolf I in 1905 was opgevolgd, had alleen zes dochters. Omdat zijn oom prins Nicolaas van Nassau morganatisch gehuwd was en diens kinderen daarom niet troongerechtigd waren, was Willem IV na het overlijden van zijn vader het laatste mannelijke lid van het Huis Nassau. Dat betekende dat bij zijn overlijden artikel 42 van de Erneuerte Nassauische Erbverein in werking zou treden. Dat artikel luidde als volgt:
«Da übrigens auch der Fall möglich ist, welchen jedoch der Allerhöchste gnädiglich abwenden wolle, dass Unser ganzer Nassauischer Mannsstamm erlöschen möchte, so lassen Wir es in Ansehung derer jeweilen existirenden Töchter, bey dem von solchen geleisteten, auch künftig und zu ewigen Tagen zu leistenden unbedingten Verzicht, ohne Vorbehalt einiger Regredienzschaft bewenden, verbinden Uns, setzen, ordnen und wollen demnach, dass in solchem Falle eine Tochter und zwar, wann deren mehrere vorhanden, die Erstgeborne, oder in deren Mangel die nächste Erbin des letzten Mannsstammes, mit Ausschluss aller andern entfernterer, zur Succession berufen seyn solle, es wäre dann, dass Wir oder Unsere Nachkommen auf solchen Fall anders übereingekommen wären, oder sonstige Vorsehung gethan hätten, als welches zu thun Wir Ihnen und Uns hiermit ausdrücklich vorbehalten, fort Unsere und Unserer Nachkommen respective Töchter und Erben zur Festhaltung einer solchen Vorsehung Kraft dieses verbunden haben wollen.»

Willem IV bevestigde dit bij groothertogelijk decreet van 16 april 1907. Het decreet is alleen in het Duits opgesteld en verwijst naar artikel 42 van de Erneuerte Nassauische Erbverein. Het bestaat uit drie artikelen en luidt als volgt:
«Wir WILHELM, von Gottes Gnaden Grossherzog von Luxemburg, Herzog zu Nassau, etc., etc., etc., erklären und verfügen:
Artikel I — Da Uns ein männlicher Erbe bisher versagt geblieben ist und seit dem Tode Unseres Oheims des Prinzen Nicolas Liebden ohne Hinterlassung successionsfähiger Descendenz der Fürstliche Mannesstamm des Hauses Nassau auf Unseren Augen allein steht, kann der in Artikel 42 des Erbvereins von 1783 gesetzte Fall eintreten und hat alsdann Unsere erstgeborene Tochter Marie-Adelheid und zunächst ihr Mannesstamm, aus gemäss den Familienstatuten Unseres Hauses geschlossener Ehe, nach dem Recht der Erstgeburt, Uns in der Krone Luxemburg, sowie als Chef Unseres Hauses und in Besitz und Nutzniessung des gesamten Hausfideicommisses nachzufolgen, jedoch ist bis zur Vollendung ihres achtzehnten Lebensjahres die Regentschaft und Vormundschaft für sie von Unserer vielgeliebten Gemahlin der Grossherzogin Maria-Anna zu führen. Sollte Unsere genannte vielgeliebte Tochter ohne Hinterlassung einer Nachkommenschaft aus gemäss den Familienstatuten Unseres Hauses geschlossener Ehe versterben, so sind Unsere andern vielgeliebten Töchter und ihre Linien in gleicher Weise nach Primogenitur-Recht zur Erbfolge berufen.
Artikel II — Das Grossherzoglich Luxemburgische und Herzoglich Nassauische Fürstenhaus bilden eine untrennbare Einheit.

Zwar behalt es auch in Zukunft dabei sein Bewenden, dass dem Luxemburgischen Staat keinerlei Anspruch auf Eigentum, Inhabung, Verwaltung, Kontrolle und Ertrag des inner- und ausserhalb vorhandenen Fideicommisvermögens Unseres Hauses zusteht. Insolange jedoch Unsere Descendenz im Mannesstamm oder nach Massgabe der in Artikel I dieses Familienstatuts getroffenen Anordnungen im Grossherzogtum Luxemburg regiert, kommt dem Nachfolger in der Staatssuccession jeweils zugleich die alleinige Nachfolge in das ganze Hausfideicommis inner- und ausserhalb des Grossherzogtums zu und darf eine Trennung des Besitzes und der Nutzniessung des Hausfideicommisses von der Inhabung der Krone nicht stattfinden.

Veränderungen im Bestand des Fideicommisses sind hierdurch nicht ausgeschlossen.
Artikel III — Im übrigen behalten Wir Uns und Unseren Nachfolgern das Recht zur Erlassung familienstatutarischer Bestimmungen über Unsere Hausverfassung im bisherigen Umfang vor.
Urkundlich Unserer eigenhändigen Unterschrift und des beigedrückten Siegels.
So gegeben Santa Margherita, den 16. April 1907.
Wilhelm.
Die Mitglieder der Regierung:

Eyschen, Staatsminister, Präsident.

H. Kirbach, Generaldirector des Innern.

M. Mongenast, Generaldirector der Finanzen.

Ch. de Waha, Generaldirector der öffentlichen Arbeiten.»
Het decreet werd bij wet van 10 juli 1907, Mémorial A – N° 37, bekrachtigd. Willem IV werd zodoende bij zijn overlijden op 25 februari 1912 opgevolgd door zijn oudste dochter Maria Adelheid. Die deed op 14 januari 1919 troonsafstand en werd opgevolgd door haar oudste zuster Charlotte. De bepaling in artikel 24 van de Erneuerte Nassauische Erbverein, waarin de troonopvolging volgens het eerstgeboorterecht in de mannelijke lijn was vastgelegd, bleef onverkort van kracht. Dat betekende dat — ondanks dat Luxemburg twee regerende groothertoginnen had — vrouwen uitgesloten bleven van de troonopvolging, zolang er mannelijke leden van het huis in leven waren. De dochters van groothertogin Charlotte, groothertog Jean I, groothertog Henri I, en de prinsen Jean, Guillaume en Charles waren dus niet troongerechtigd.

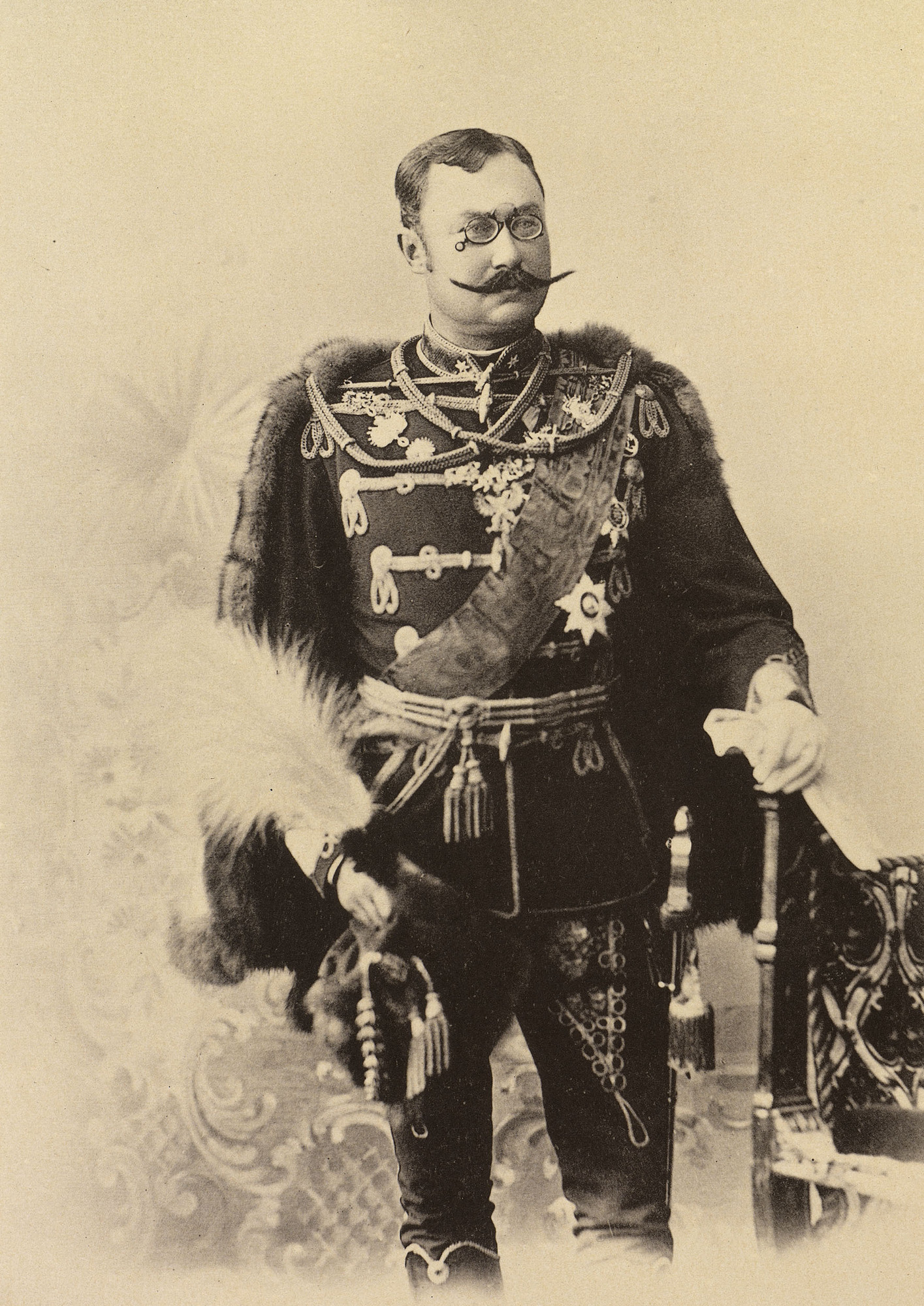
Groothertog Willem IV van Luxemburg, Hertog van Nassau
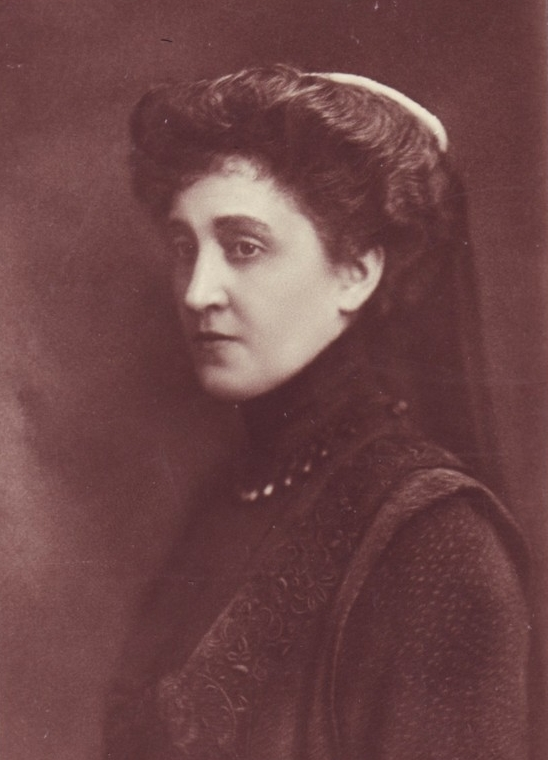
Groothertogin Maria Anna van Luxemburg geboren prinses van Portugal
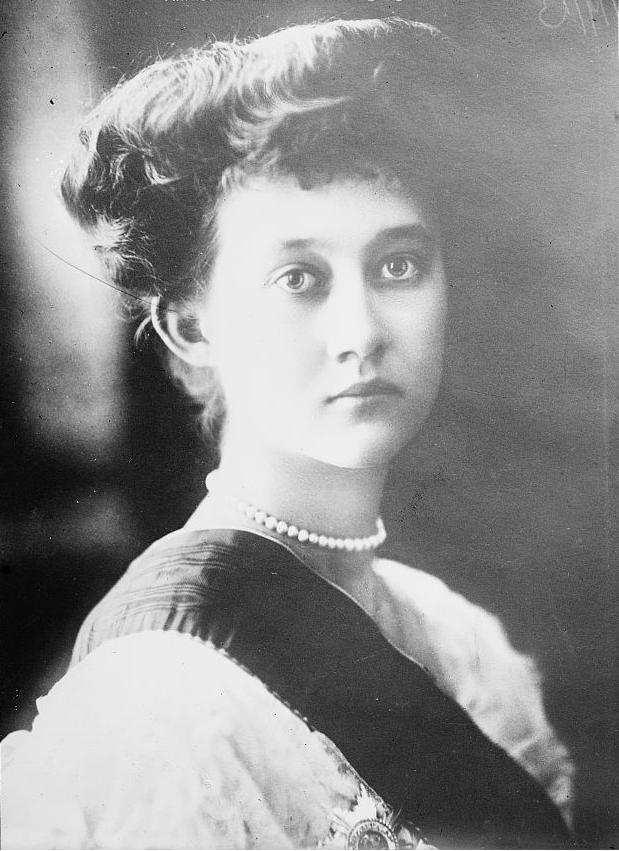
Groothertogin Maria Adelheid van Luxemburg, Hertogin van Nassau
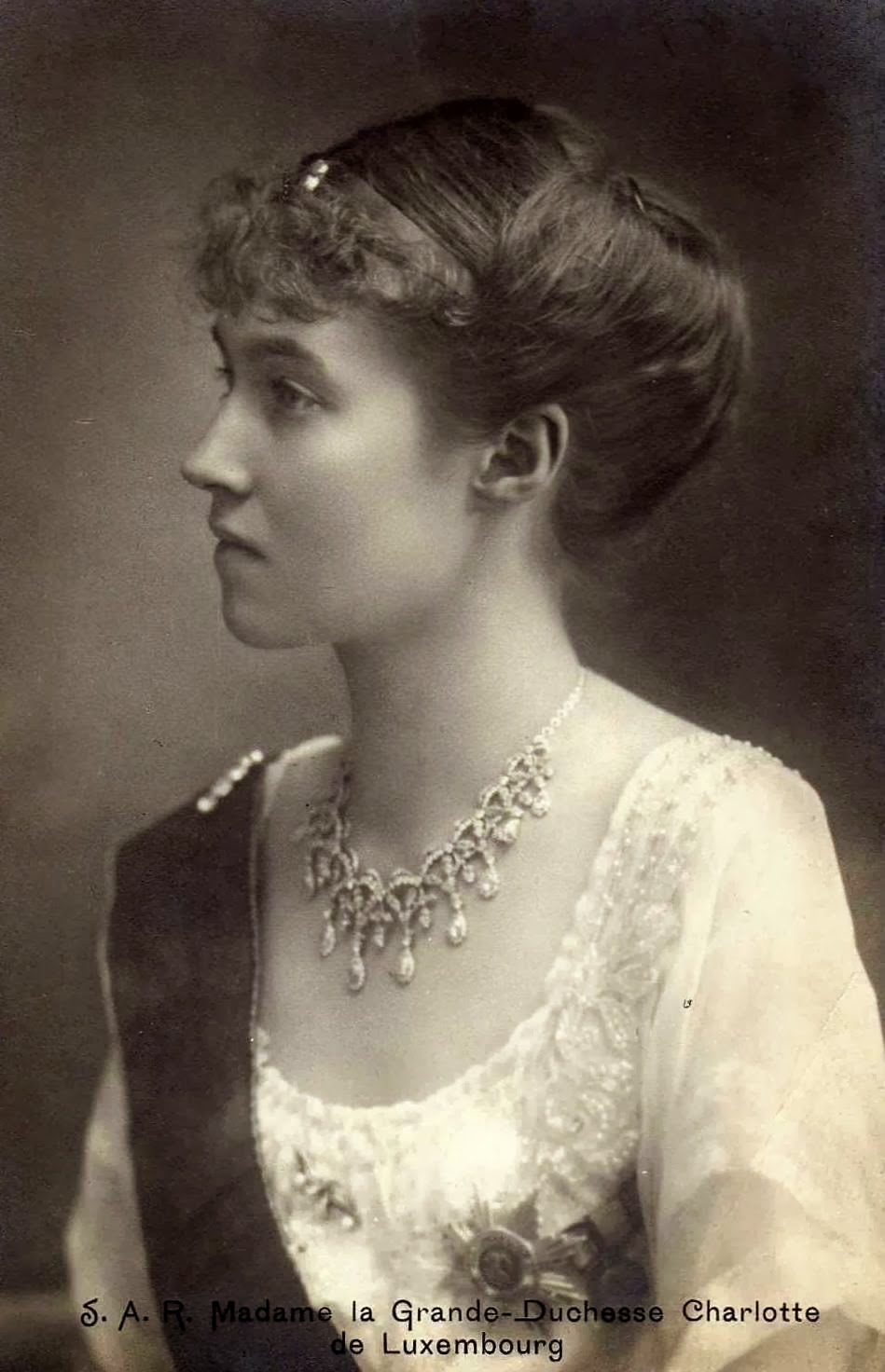
Groothertogin Charlotte van Luxemburg, Hertogin van Nassau

## Wijzigingen 2010–2012
Bij de opening van de Kamer van Afgevaardigden op 12 oktober 2004 kondigde groothertog Henri in zijn hoedanigheid van hoofd van het Huis Nassau aan: «Wat d'Glaichberechtegung vu Mann a Fra betrëfft, wëll ech dës Geleegenheet benotzen, fir Iech ze proposéieren d'komplett Egalitéit an der Trounfolleg och bei ons anzeféieren.» Het door Luxemburg gemaakte voorbehoud met betrekking tot de troonopvolging bij het Verdrag inzake de uitbanning van alle vormen van discriminatie van vrouwen werd in 2008 ingetrokken.

Op 16 september 2010 ondertekende groothertog Henri een decreet tot wijziging van de Erneuerte Nassauische Erbverein en het Familiestatuut van het Huis Nassau van 5 mei 1907. Het decreet is alleen in het Duits opgesteld, bevat twee artikelen en luidt als volgt:
«Décret grand-ducal du 16 septembre 2010 introduisant l’égalité entre hommes et femmes en matière de succession au trône.
Wir Henri, Großherzog von Luxemburg, Herzog zu Nassau,

nach Einsichtnahme des Erneuerten Nassauischen Erbvereins vom 30. Juni 1783 (Pacte de famille de la Maison de Nassau du 30 juin 1783) sowie dessen Ergänzungen, insbesondere des Familienstatuts die Hausverfassung betreffend vom 5. Mai 1907,

nach erfolgter Zustimmung des Agnatischen Beirats,

erklären und verfügen:
Art. 1. Der im Übrigen unverändert bleibende Erneuerte Nassauische Erbverein vom 30. Juni 1783 (Pacte de famille de la Maison de Nassau du 30 juin 1783) wird wie folgt geändert und ergänzt.

a) Artikel 24 Absatz 1 Ziffer 1 erhält folgende Fassung:

“1) auf die Sukzessionsordnung in allen möglichen Fällen, nach welcher das Recht der Erstgeburt ohne Ausnahme zu beachten ist,”

b) Artikel 24 Absätze 2 und 3 werden zu Absatz 2 und erhalten folgende Fassung:

“Soweit es die Sukzessionsordnung (Ziffer 1) betrifft, haben Wir uns bewogen gefunden, für den Fall des Ablebens oder der Abdankung eines regierenden Großherzogs das Recht der Thronfolge künftig nicht mehr allein auf den Mannesstamm zu begrenzen, sondern das Recht der Erstgeburt unabhängig vom Geschlecht einzuführen, zu bestätigen und zu bekräftigen, so dass die Thronfolge dem erstgeborenen Kind eines regierenden Großherzogs zukommen und verbleiben soll. Diese Sukzessionsordnung findet erstmals Anwendung auf Unsere Deszendenz.”

c) Artikel 26 erhält folgende Fassung:

“In dem Fall, dass einer Unserer Nachfolger als Hauschef ohne eheliche sukzessionsfähige Leibeserben versterben sollte, folgen, insofern sie sukzessionsfähig sind, nach dem Recht der Erstgeburt in die mit der Innehabung des Thrones des Großherzogtums Luxemburg verbundene Innehabung des Haus-Fideikommisses zunächst des abgelebten Großherzogs Geschwister und deren Nachkommen, und bei deren Mangel die nächstverwandten Haus- oder Familienmitglieder und deren Nachkommen.”
Art. 2. Das im Übrigen unverändert bleibende Familienstatut die Hausverfassung betreffend vom 5. Mai 1907 wird wie folgt geändert und ergänzt.

§ 9 erhält mit der Überschrift: Beirat, folgende Fassung:

“Absatz III Unter Bezugnahme auf die im Jahre 2008 angekündigte Zurücknahme des im Gesetz vom 15. Dezember 1988 verankerten Vorbehaltes in Bezug auf das Übereinkommen zur Beseitigung jeder Form von Diskriminierung der Frau vom 18. Dezember 1979 wird das aktive und passive Wahlrecht der Agnaten erweitert auf die berechtigten weiblichen Mitglieder des Großherzoglichen Hauses und findet erstmals Anwendung auf Unsere Deszendenz.”
So gegeben Luxemburg, den 16. September 2010.

Henri»
Het bovenstaand decreet werd bekendgemaakt op 20 juni 2011 door een communiqué van de Luxemburgse hofmaarschalk, en op 23 juni 2011 gepubliceerd in het Mémorial 2011, B – N° 55. De troonopvolging in Luxemburg werd met dit decreet gewijzigd in het absoluut eerstgeboorterecht, hetgeen betekent dat er sindsdien geen onderscheid meer wordt gemaakt naar geslacht. Omdat de wijziging alleen van toepassing is op de nakomelingen van groothertog Henri, kreeg alleen zijn dochter prinses Alexandra het recht op troonopvolging. De overige prinsessen bleven uitgesloten van de troonopvolging. De in 2014 geboren prinses Amalia van Nassau is als kleindochter van groothertog Henri wel troongerechtigd.

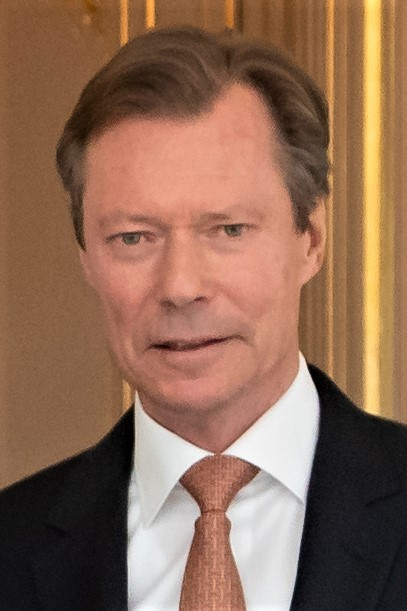
Groothertog Henri I van Luxemburg, Hertog van Nassau
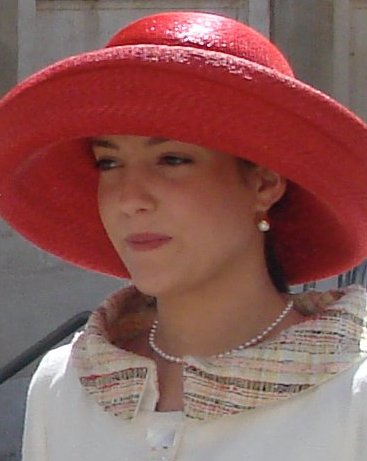
Prinses Alexandra van Luxemburg

Op 23 juni 2012 verschenen twee groothertogelijke decreten met daarin de geconsolideerde teksten van de Erneuerte Nassauische Erbverein en het familiestatuut uit 1907. Daaruit blijkt dat de Erneuerte Nassauische Erbverein bij besluiten van de leden van het Groothertogelijk Huis van 28 oktober en 25 november 2011 — niet alleen voor wat betreft de troonopvolging — ingrijpend gewijzigd is. De nieuwe tekst kent de volgende indeling (de niet genoemde artikelen zijn vervallen):
- De Erneuerte Nassauische Erbverein blijft van toepassing (artikel 1).
- De indeling van het verdrag (artikel 2).
- Bepalingen met betrekking tot de groothertogelijke fideï-commis (artikelen 5 t/m 15).
- Bepalingen inzake toekomstige sterfgevallen, met inbegrip van de volgorde van erfopvolging, regentschap en voogdij (artikelen 24 t/m 35).
- Optreden tegen leden die handelen tegen de bepalingen uit het verdrag en andere wetten van het Groothertogelijk Huis (artikel 48).
- Inachtneming van de in de grondwet van het groothertogdom Luxemburg vastgestelde regels (artikel 49).